# Rede Clube
A Rede Clube é uma rede de televisão brasileira sediada em Teresina, capital do estado do Piauí. É afiliada à Rede Globo e tem como geradora, a TV Clube Teresina e como sucursal, a TV Alvorada Floriano. A TV Clube canal 4 foi fundada em 1972 pelo engenheiro Valter Alencar, sendo a primeira emissora de televisão piauiense; já a TV Alvorada canal 6 foi fundada em 1997 por João Calisto Lobo, mas as duas emissoras só unificaram sua marca em 2012.
A emissora tem a sua marca atrelada a confiança e a credibilidade. Preocupando-se com seu público, a Rede Clube promove, dentre tantas ações, eventos como Criança Feliz, GP Corrida de Rua, Semana de Trânsito, Cidade Junina, Estação Saúde, e entre outros.
Atualmente, a transmissão para o interior ocorre por via satélite, mas ainda há vários municípios não cobertos, ou com retransmissão precária, como é o caso de Parnaíba e Picos, entre os principais municípios do estado, onde a maioria da população utiliza antenas parabólicas para assistir a Globo. Em cobertura, perde para suas concorrentes TV Antena 10 (RecordTV), TV Cidade Verde (SBT) e Rede Meio.

## História

### TV Clube
Em 1972, após a conclusão da sede e a instalação dos equipamentos, o tempo do pedido (1962) e a concessão (1965) passavam se quase 10 anos, pois o pedido até a entada do ar irá automaticamente cancelar a concessão (1975), segundo as leis das concessões das emissoras na época, mas era comum da emissora ganhar concessão e só colocar no ar anos depois devido à preço alto dos equipamentos.
Em outubro, a emissora entrou no ar em apenas fases de testes antes de ser inaugurada. Hoje, a emissora não têm registros de sons e imagens (radiodifusão) da primeira transmissão experimental, pois existe apenas acervo fotográfico exposto na Fundação Valter Alencar em que mostra registros antes da inauguração.
Ao mesmo tempo, o Governo do Estado do Piauí criou a estatal Empresa Piauí de Radiofusão (Radiotepi), atual Empresa de Telecomunicações do Piauí (Etelpi), o sinal da Clube passa a ser expandido no decorrer do ano e em 1973 para alguns municípios do interior do estado, inclusive para o Maranhão e Ceará, até então sob responsabilidade das TVs Difusora e Verdes Mares.
A TV Clube foi inaugurada em 03 de dezembro de 1972, após dois meses de testes. Foi lançado o primeiro slogan: A força de um ideal (que permanece até hoje, mesmo com outros slogans). Em prédio próprio, recebeu o nome de "Edifício Presidente Médici". A primeira logomarca da emissora foi o desenho da lenda cabeça de cuia, que foi ao vídeo até 1976.
As imagens a entrar no ar foi o telejornal "Tele Quatro" e o primeiro apresentador foi Gamalie Noronha, na época em que não havia o hoje conhecido teleprompter, em que Noronha lia as notícias em um papel e depois olhava para a câmera.

### TV Alvorada
Em agosto de 1996, uma equipe da Rede Globo já treinava e selecionava os profissionais que assumiriam o jornalismo da TV Alvorada. A primeira emissora de televisão do interior do Piauí, segunda emissora afiliada a Rede Globo no estado foi inaugurada em 10 de janeiro de 1997, ano do centenário de Floriano, substituindo o sinal da repetidora da TV Clube. Idealizada pelo senador João Lobo com parceria da família Alencar, ela é constituída por vários departamentos: comercial, redação, estúdio e jornalístico.
O primeiro programa levado ao ar pela nova emissora foi o Piauí TV 2ª edição com apresentação de Nilson Ferreira, produzido e exibido até 2019 com um cenário baseado no antigo estúdio do NETV da TV Globo Nordeste de Recife.
Até hoje, muitas histórias foram contadas: de tragédias e perdas, a conquistas e momentos históricos. A cidade se envolveu rapidamente com o jornalismo da Rede Globo em uma visão local. Muito além de um veículo de informação, um aliado da população na hora de cobrar seus direitos. A emissora também se tornou uma escola de profissionais do jornalismo: repórteres, apresentadores, cinegrafistas, editores e produtores. Muita gente que hoje atuam em grandes emissoras de Brasília, Teresina, Natal e outros grandes centros passou primeiro pela TV Alvorada.

## Suspensão da programação
Devido a Pandemia de COVID-19 no Brasil que atingiu o apresentador Marcelo Magno da TV Clube e cumprindo o protocolo das autoridades sanitárias, a Rede Clube impôs quarentena e home-office a toda sua equipe. Com isso, a emissora piauiense acionou o sinal de emergência, transmitindo a programação da Globo Pernambuco a partir de 20 de março de 2020. Marcelo apresenta a 1ª edição do Praça TV do estado e encontrava-se internado na UTI de um hospital particular na capital. No dia 27 de março, o portal de notícias G1 Piauí noticiou que o jornalista se recuperou (após passar alguns dias em situação grave) e ao fazer um novo exame, testou negativo para o novo coronavírus.Em 1º de abril, a Rede Clube retornou gradativamente com sua programação.

## Emissoras

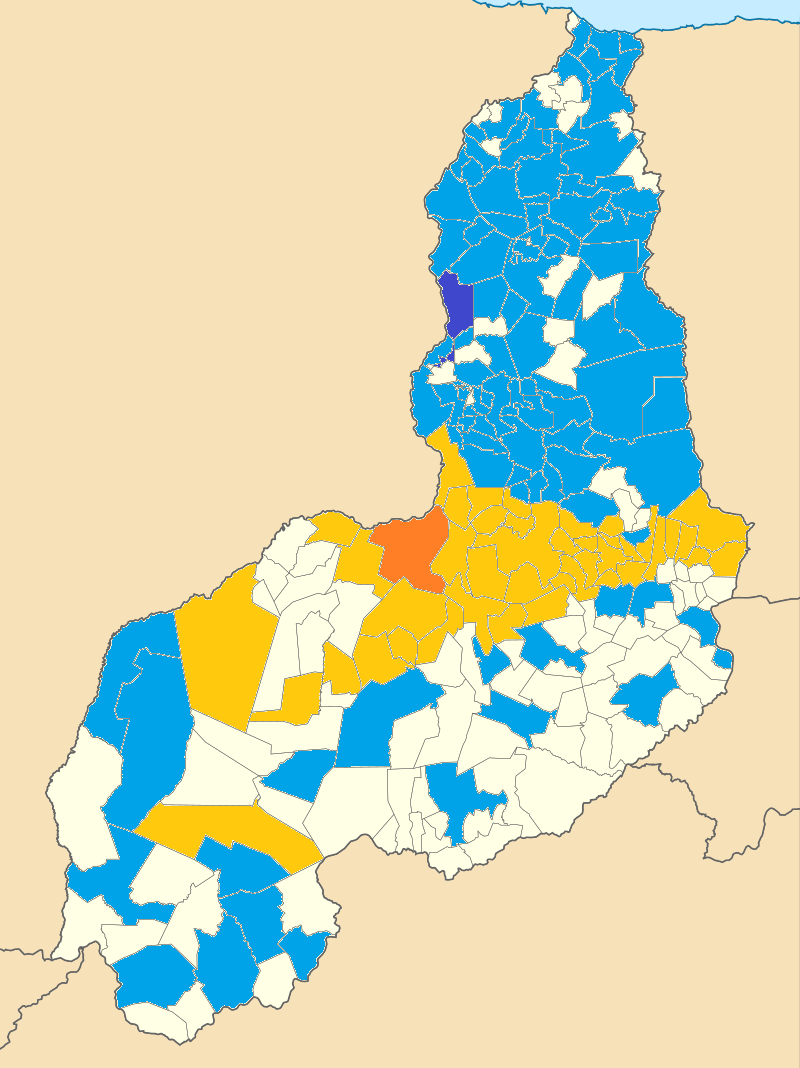
Divisão da área de cobertura da Rede Clube por emissora

| Prefixo | Nome        | Canal analógico | Canal digital | Cidade   | Estado |
| ------- | ----------- | --------------- | ------------- | -------- | ------ |
| ZYB 350 | TV Clube    | —               | 04 (26)       | Teresina | Piauí  |
| ZYB 354 | TV Alvorada | 06              | 25            | Floriano | Piauí  |

## Curiosidades
- Não é a única emissora da Rede Globo a cobrir seu principal mercado, Teresina. Sofre concorrência da TV Mirante Cocais, que possui uma retransmissora na cidade vizinha Timon, a única cidade da Grande Teresina localizada no Maranhão (que opera no canal 14 UHF). Ambas porém têm público alvo distintos pois a TV vizinha tem programação e publicidade voltada para o público maranhense e seu sinal só tem captação de qualidade perfeita nas zonas próximas ao centro de Teresina.

- Além disso, como a TV Clube ao longo de sua história cobriu a cidade de Timon. Ambas compartilham matérias produzidas para seus jornais locais.

- Até 1987, era exibida, à noite, terceira edição do telejornal "PITV 3ª Edição". Neste mesmo ano era exibido, aos domingos, o "PITV Edição de Domingo". Esta edição foi ao ar apenas durante o ano de 1987, depois foi extinta, assim como ocorreu com o PITV 3ª Edição.